# 土器村
土器村（どきむら）は、香川県綾歌郡にあった村。

## 歴史
- 1890年2月15日 - 町村制施行に伴い、鵜足郡土器村が発足。
- 1899年4月1日 - 鵜足郡が阿野郡と合併し、綾歌郡となる。
- 1954年5月3日 - 丸亀市に編入合併。同日付で土器村が廃止。